# توماس بيرك (لاعب كرة قدم)
توماس بيرك (بالألمانية: Thomas Birk)‏ هو لاعب كرة قدم ألماني، ولد في 5 يوليو 1988 في فيتنبرغ في ألمانيا. لعب مع إرتسغيبيرغه آوه وإنيرجي كوتبوس وكيمنتزر.

## وصلات خارجية
- توماس بيرك على موقع قاعدة بيانات كرة القدم.إي يو (الإنجليزية)
- توماس بيرك على موقع بيانات كرة القدم. دي إي (الألمانية)
- توماس بيرك على موقع عالم كرة القدم.نت (الإنجليزية)